# Oprtalj
Oprtalj (Italiaans: Portole) is een gemeente in de Kroatische provincie Istrië.
Oprtalj telt 981 inwoners. De oppervlakte bedraagt 60,95 km², de bevolkingsdichtheid is 16,1 inwoners per km².

## Galerij

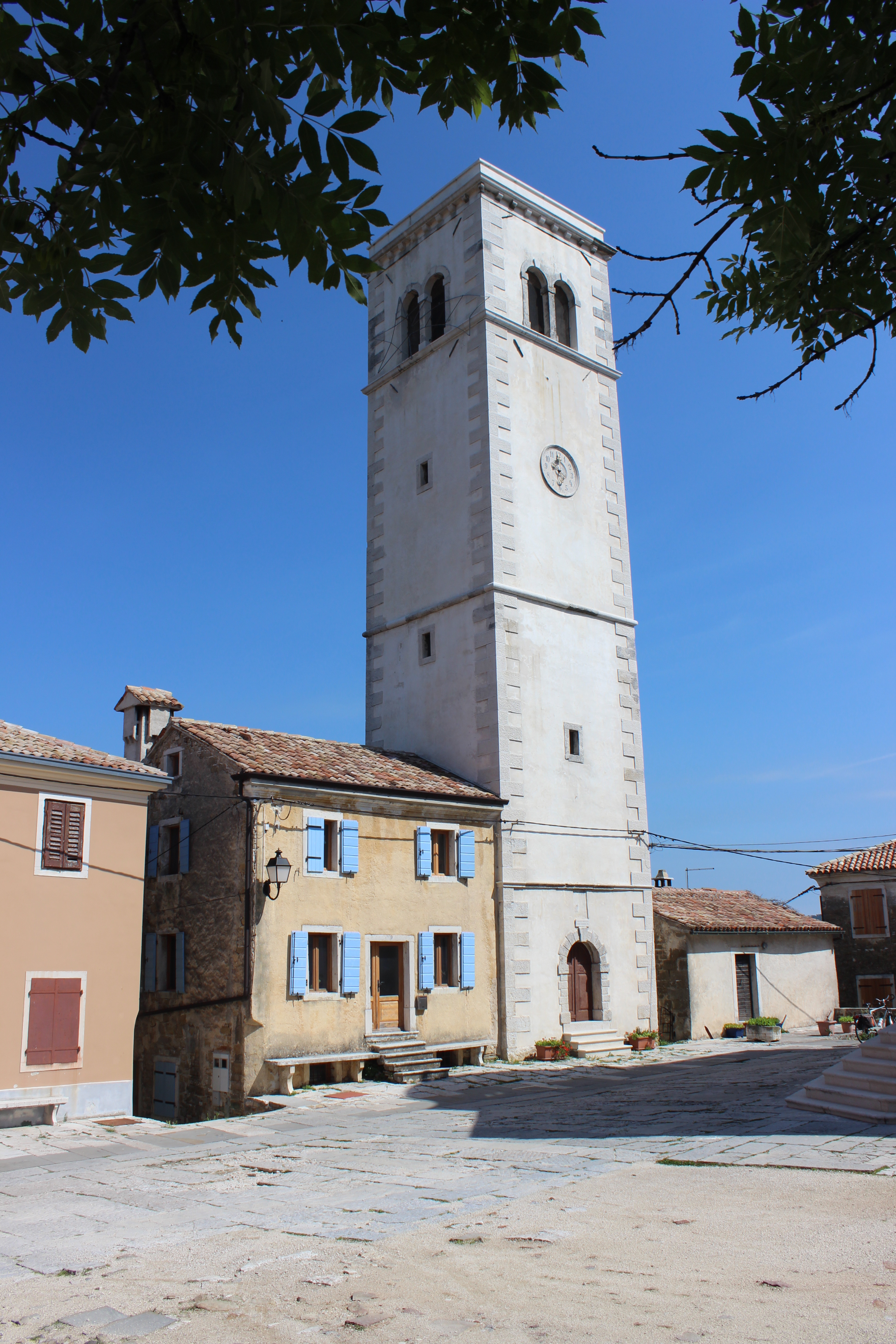
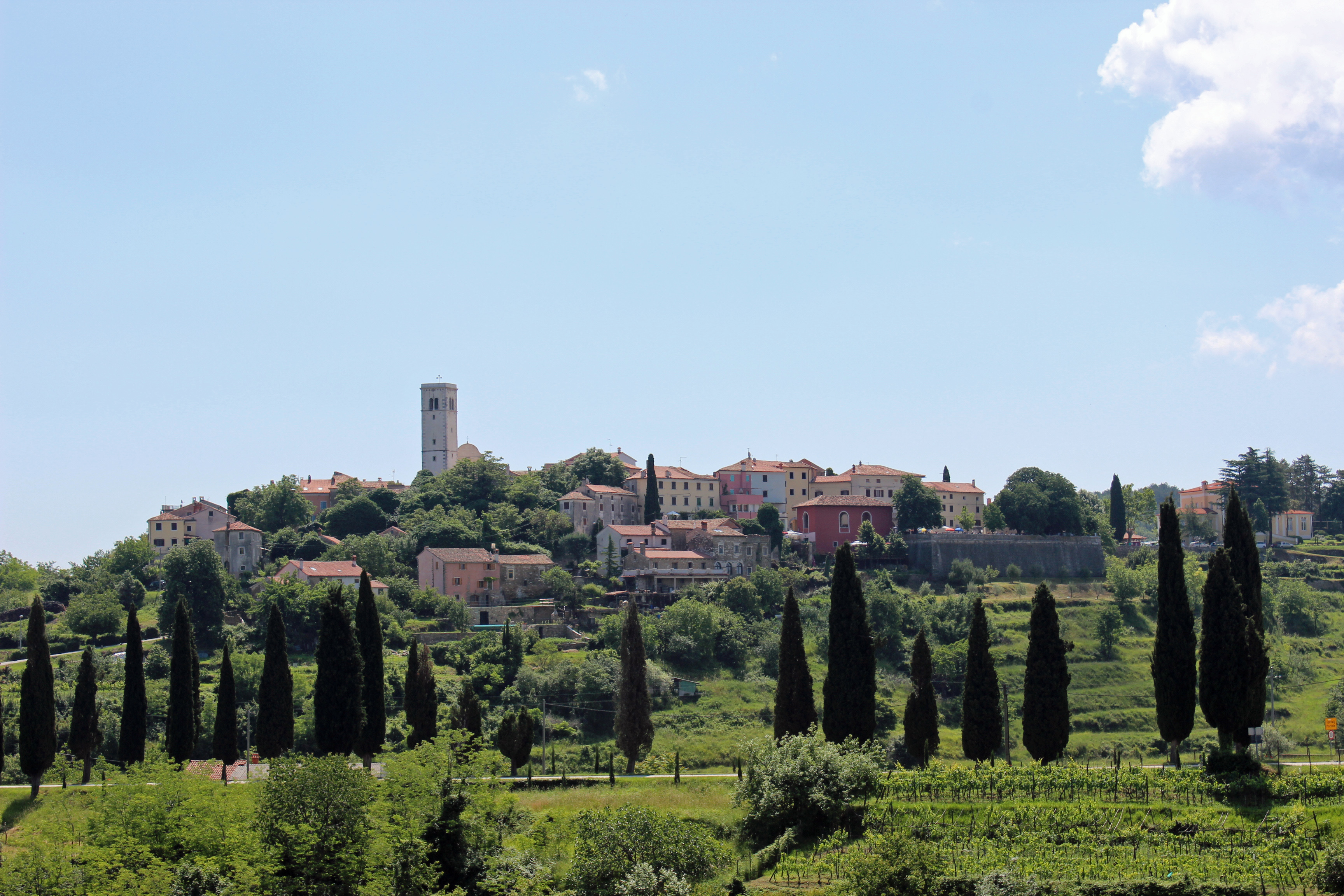
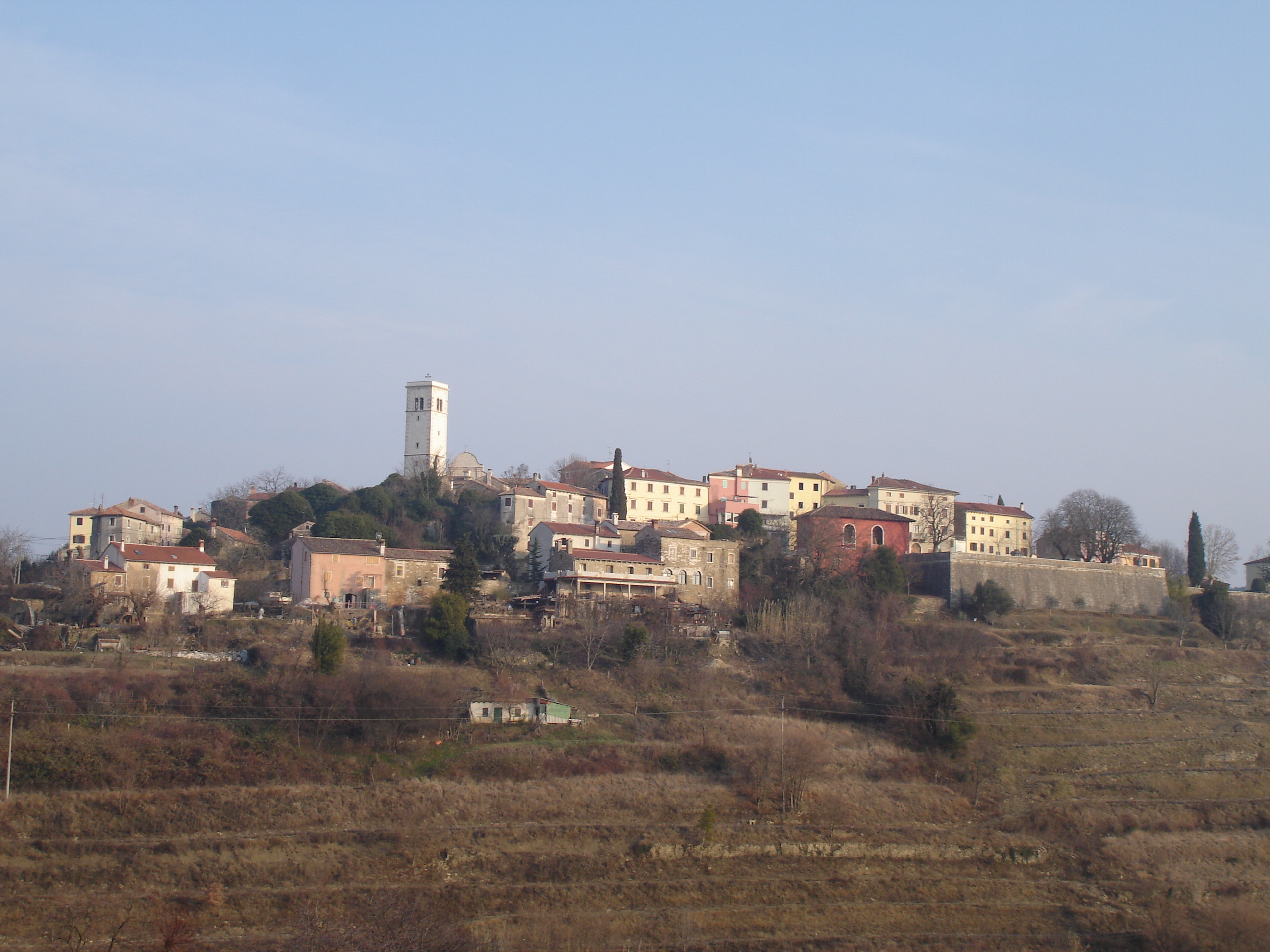
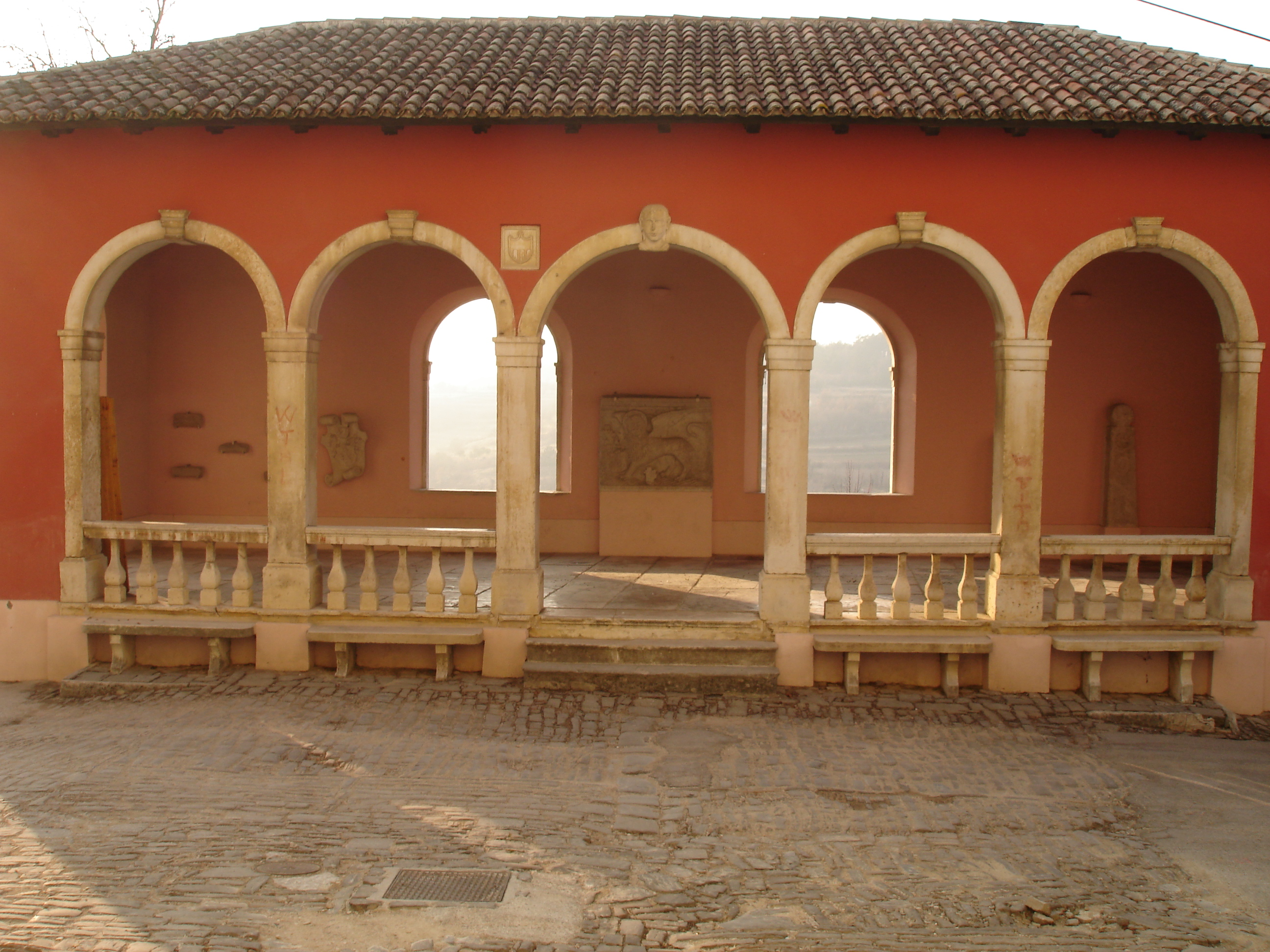
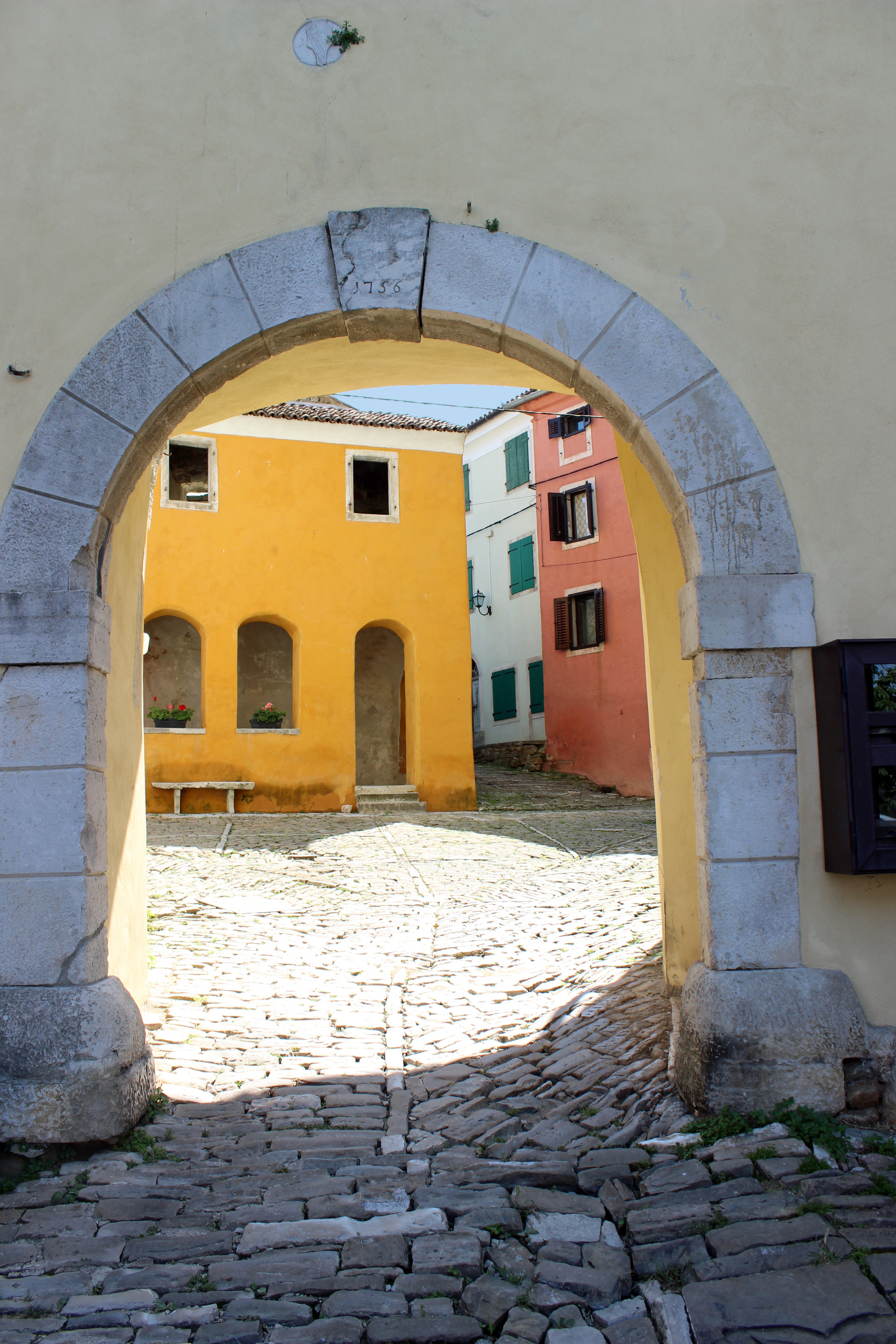
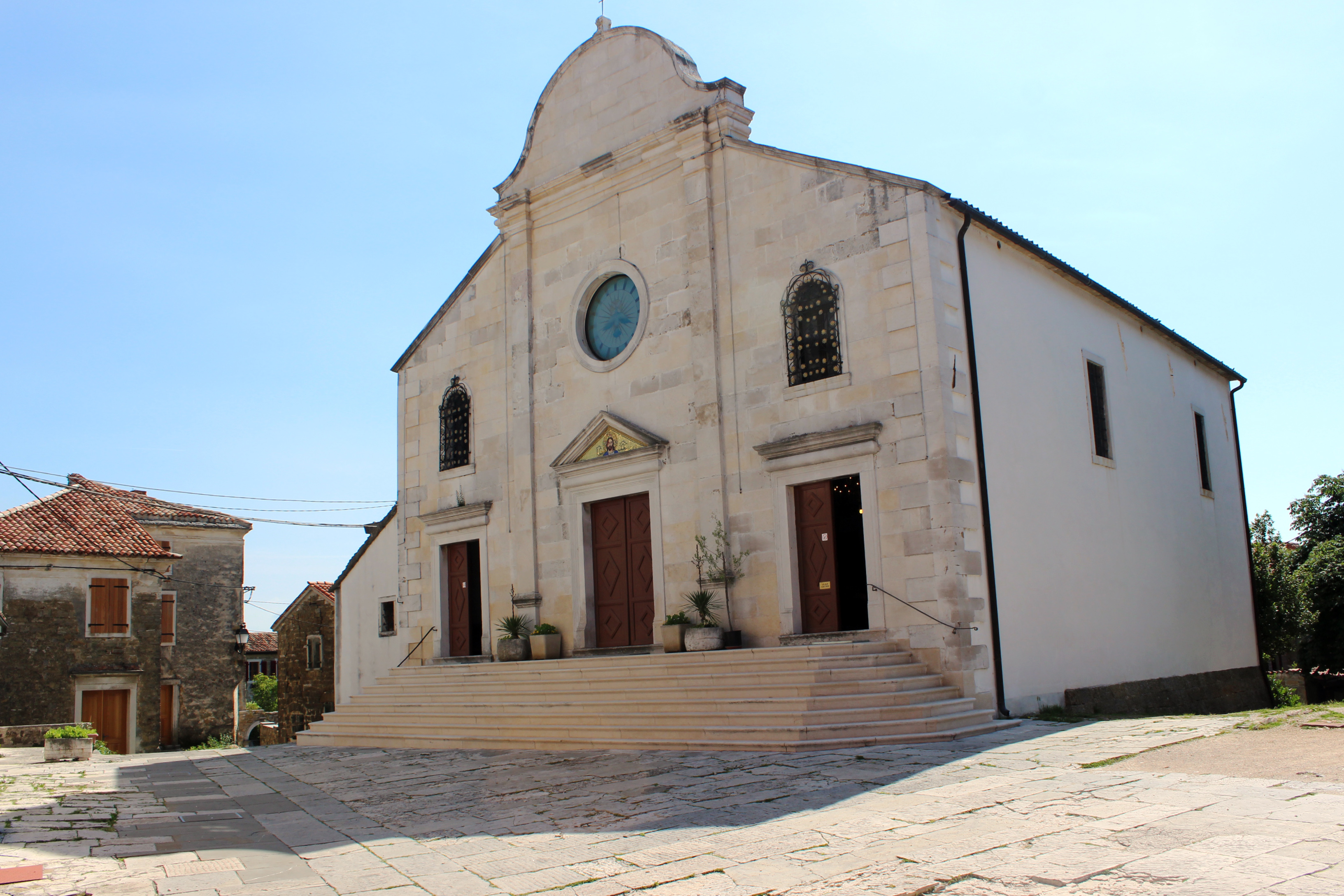
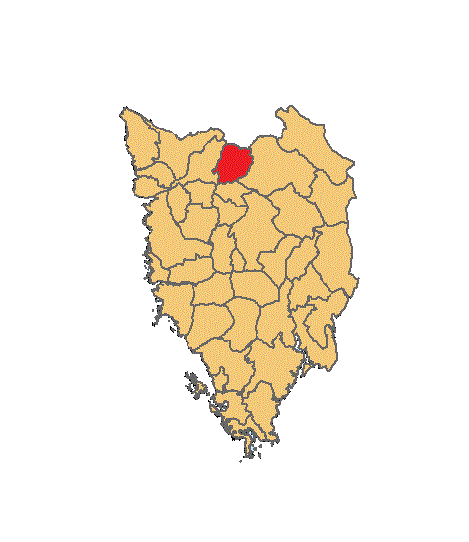
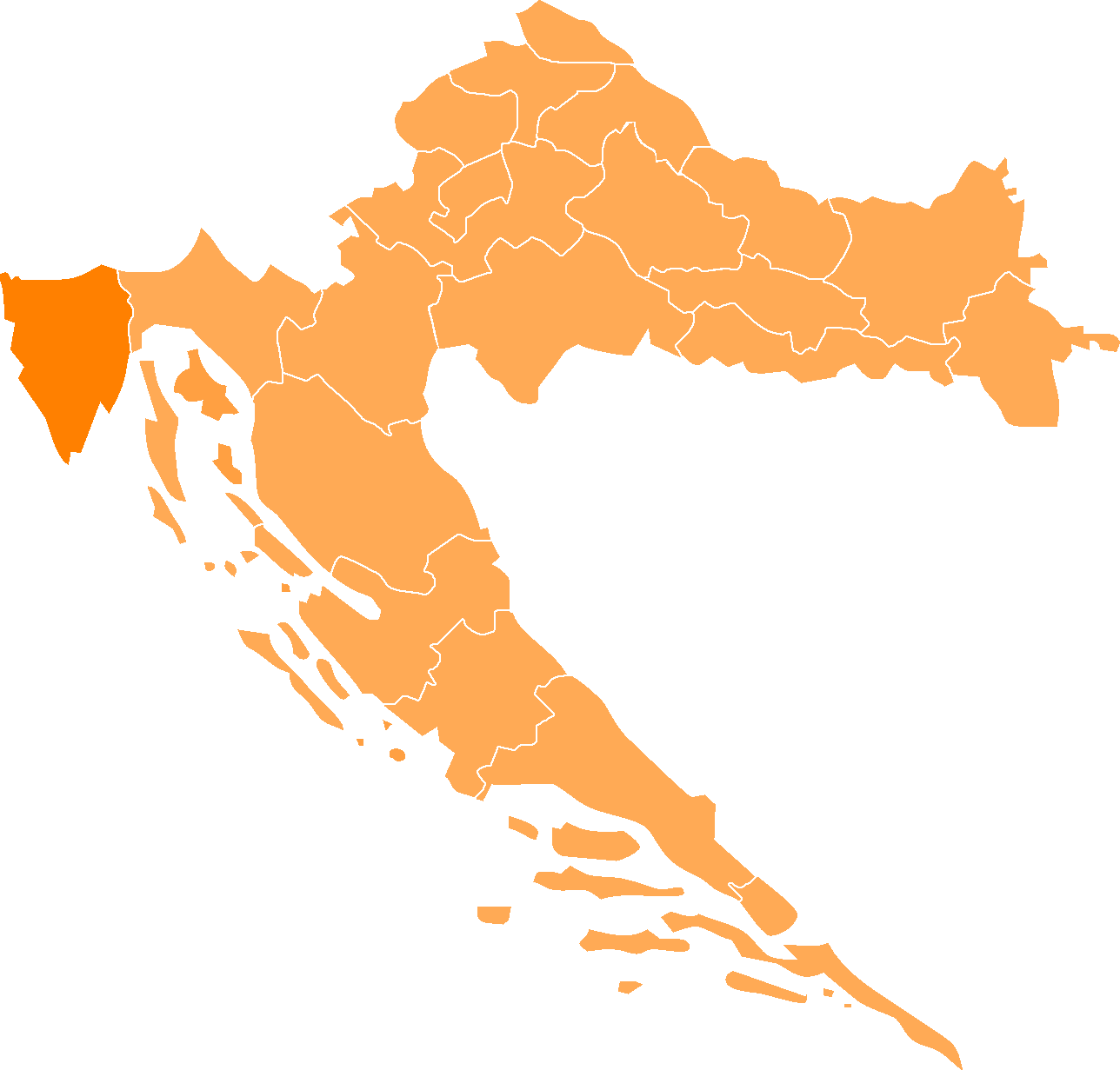

Steden (gradovi): Pazin · Buje · Buzet · Labin · Novigrad · Poreč · Pula · Rovinj · Umag · Vodnjan

Gemeenten (općine): Bale · Barban · Brtonigla · Cerovlje · Fažana · Funtana · Gračišće · Grožnjan · Kanfanar · Karojba · Kaštelir-Labinci · Kršan · Lanišće · Ližnjan · Lupoglav · Marčana · Medulin · Motovun · Oprtalj · Pićan · Raša · Sveti Lovreč · Sveta Nedelja · Sveti Petar u Šumi · Svetvinčenat · Tar-Vabriga · Tinjan · Višnjan · Vižinada · Vrsar · Žminj